# Dolný Chotár
Dolný Chotár este o comună slovacă, aflată în districtul Galanta din regiunea Trnava. Localitatea se află la altitudinea de 110 m deasupra n.m., se întinde pe o suprafață de 13,88 km2 și în 2017 număra 404 locuitori.

## Demografie
| An:                | 1994 | 2004   | 2014     | 2024    |
| ------------------ | ---- | ------ | -------- | ------- |
| Număr de persoane: | 221  | 205    | 432      | 344     |
| Diferență:         |      | −7,23% | +110,73% | −20,37% |

| An:                | 2023 | 2024   |
| ------------------ | ---- | ------ |
| Număr de persoane: | 341  | 344    |
| Diferență:         |      | +0,87% |